# Kérastase

Logo del marchio

Kérastase (anche conosciuto come Kérastase Paris) è un marchio di lusso per la cura dei capelli, sviluppato dal Recherche avancée L'Oréal (ricerca avanzata L'Oréal), nell'ambito della divisione dei prodotti professionali del gruppo L'Oréal.
Fondato nel 1964 a Parigi, il marchio è diventato celebre prima in Europa, per poi essere commercializzato in tutto il mondo, a partire dal suo lancio in Giappone nel 1990, sino ad arrivare al Nord America nel 1999. Il marchio Kérastase viene distribuito presso i saloni di parrucchieri di fascia alta, ed è tra i leader di mercato nel segmento della cura dei capelli professionale e di lusso in vari paesi.
La sede dell'azienda si trova al numero 14, di rue Royale a Parigi, in Francia.
In alcuni Paesi è commercializzato con il nome di Stemoxydine, principio attivo presente in alcuni prodotti della linea Kérastase.